# Ключівська сільська рада (Грачовський район)
Ключі́вська сільська рада (рос. Ключевский сельский совет) — сільське поселення у складі Грачовського району Оренбурзької області Росії.
Адміністративний центр — село Ключі.

## Населення
Населення — 502 особи (2019; 640 в 2010, 774 у 2002).

## Склад
До складу сільської ради входять:
| Населений пункт    | Населення, осіб (2002) | Населення, осіб (2010) |
| ------------------ | ---------------------- | ---------------------- |
| Будьоновка, селище | 109                    | 89                     |
| Ключі, село        | 629                    | 526                    |
| Чапаєвка, селище   | 36                     | 25                     |